# 21552 Richardlee
A 21552 Richardlee (ideiglenes jelöléssel 1998 QC52) a Naprendszer kisbolygóövében található aszteroida. A LINEAR projekt keretében fedezték fel 1998. augusztus 17-én.